# モハマド・アンワル・エラヒー
モハマド・アンワル・エラヒー（Mohammad Anwar Elahee、1929年7月9日 - 2010年11月26日）は、モーリシャス出身の元サッカー選手、監督。
サッカーモーリシャス代表の監督として、アフリカネイションズカップ1974や、地元モーリシャスで開催された1985年インド洋諸島ゲームズのサッカー競技代表の指揮を執った。
彼の息子、モハマド・アンワル・エラヒー・ジュニアは現在モーリシャスサッカー協会で副会長を務めている。